# Pinar de Chamartín (metrostation)
Pinar de Chamartín is een station dat onderdeel is van de Metro van Madrid.
Vanaf 11 april 2007 zijn de metrolijnen 1 en 4 hier komen rijden. Ook de Metro Ligero heeft hier zijn westelijke beginpunt.